# Черёмухово (Талицкий муниципальный округ)
Черёмухово — деревня в Талицком городском округе Свердловской области, Россия.

## Географическое положение
Деревня Черёмухово муниципального образования «Талицкого городского округа» Свердловской области находится в 25 километрах (по автотрассе в 38 километрах) к северу-северо-западу от города Талица, преимущественно на правом берегу реки Черемшанка (левый приток реки Юрмыч, бассейн реки Пышма). В деревне имеется пруд, а в окрестностях деревни, в 1,5 километрах к западу проходит автодорога Талица – Байкалово.

## Население
| 2002 | 2010 | 2021 |
| ---- | ---- | ---- |
| 130  | ↘73  | ↘49  |